# 井上薫 (歴史学者)
井上薫（いのうえ かおる、1917年3月28日 - 2009年6月9日）は、日本の歴史学者、大阪大学名誉教授。文学博士（東京大学、1962年）。

## 来歴
大阪府北河内郡南郷村生まれ。浪速高等学校を経て、1940年東京帝国大学国史学科卒。1943年同大学院退学。1949年大阪大学教養部助教授、1962年「奈良朝仏教史の研究」で東京大学文学博士。1963年阪大教授。1980年定年退官、大阪大学名誉教授、奈良大学教授。1986年退職。1983年から1993年まで堺市博物館長を務めた。

## 著書
- 『行基』人物叢書 吉川弘文館 1959
- 『日本古代の政治と宗教』吉川弘文館 1961
- 『奈良朝仏教史の研究』吉川弘文館 1966
- 『古代史の群像』創元社 1980

## 共編著
- 『大学日本史』阿部真琴、今井林太郎共編 吉川弘文館 1954-55
- 『新編日本史年表』阿部真琴、今井林太郎共編 吉川弘文館 1958
- 『入門日本史』阿部真琴、永島福太郎共編 吉川弘文館 1964-65
- 『岡部長著と十輪寺』永野仁、大越勝秋共著 岸和田市 1970 岸和田市史紀要
- 『日本史要論』木村武夫、有坂隆道共編 ミネルヴァ書房 1971
- 『大阪の歴史』編 創元社 1979
- 『大阪の歴史と文化』編 和泉書院 1994
- 『行基事典』編 国書刊行会 1997

## 記念論集
- 『日本古代の国家と宗教』井上薫教授退官記念会編 吉川弘文館 1980